# .pk
.pk ist die länderspezifische Top-Level-Domain (ccTLD) von Pakistan. Sie wurde am 3. Juni 1992 eingeführt und wird von der Organisation PKNIC (Pakistan Network Information Center) verwaltet.

## Eigenschaften
Nach Einführung konnten Domains zunächst nur unterhalb von 13 Second-Level-Domains registriert werden, von denen nur sechs für die breite Öffentlichkeit nutzbar waren. Erst im Jahr 2005 wurde die Möglichkeit eingeführt, Domains direkt unter .pk anzumelden. Der Änderung ging eine sogenannte Sunrise Period voraus, innerhalb derer Inhaber einer vor Januar 2005 eingetragenen Marke ihre Domains sichern konnten. Generische Begriffe aus der englischen Sprache waren dazu nicht zugelassen.

## Sonstiges
Bei der Vergabestelle PKNIC handelt es sich um ein US-amerikanisches Unternehmen, das zunächst weder eine Niederlassung in Pakistan unterhielt noch Nameserver im Land platziert hatte. Erst 2009 eröffnete PKNIC auf Weisung der nationale Telekommunikationsbehörde ein Büro in Lahore. Laut Experten sollte dies den Einfluss Pakistans auf die Top-Level-Domain sicherstellen. Im Gegensatz zu anderen Top-Level-Domains islamisch geprägter Staaten unterliegt .pk keinen besonderen Beschränkungen, sodass auch Domains wie casino.pk oder dating.pk erlaubt sind.